# Emil Berliner
 Der er for få eller ingen kildehenvisninger i denne artikel, hvilket er et problem. Du kan hjælpe ved at angive troværdige kilder til de påstande, som fremføres i artiklen.

Emil Berliner (født 20. maj 1851 i Hannover, Tyskland, død 3. august 1929 i Washington D.C., USA) var en tysk-amerikansk opfinder, der er mest kendt for at have opfundet grammofonen i 1887.
Berliner voksede op i Tyskland, men emigrerede til USA da han var 19. Han arbejdede blandt andet i Bell Telephone Company med at udvikle telefoner.
Udover grammofonen opfandt han en ny væv for masseproduktion af tøj og eksperimenterede meget med helikoptere. Han skal have lavet en fungerende helikopter så tidligt som 1909. 16. juli 1922 demonstrerede han og sønnen en fungerende helikopter for den amerikanske hær.